# Ortalotrypeta tibeta
Ortalotrypeta tibeta är en tvåvingeart som beskrevs av Wang 1989. Ortalotrypeta tibeta ingår i släktet Ortalotrypeta och familjen borrflugor. Inga underarter finns listade i Catalogue of Life.